# Дзядково (Великопольське воєводство)
Дзядково (пол. Dziadkowo) — село в Польщі, у гміні Мелешин Гнезненського повіту Великопольського воєводства.
Населення — 65 осіб (2011).
У 1975-1998 роках село належало до Познанського воєводства.

## Демографія
Демографічна структура станом на 31 березня 2011 року:
|          | Загалом | Допрацездатний вік | Працездатний вік | Постпрацездатний вік |
| -------- | ------- | ------------------ | ---------------- | -------------------- |
| Чоловіки | 36      | 14                 | 18               | 4                    |
| Жінки    | 29      | 7                  | 18               | 4                    |
| Разом    | 65      | 21                 | 36               | 8                    |